# Chilcompton
Chilcompton är en ort och civil parish i Storbritannien.   Den ligger i grevskapet Somerset och riksdelen England, i den södra delen av landet, 170 km väster om huvudstaden London. Chilcompton ligger 143 meter över havet och antalet invånare är 1 670.
Terrängen runt Chilcompton är huvudsakligen platt, men åt sydväst är den kuperad. Runt Chilcompton är det ganska tätbefolkat, med 144 invånare per kvadratkilometer. Trakten runt Chilcompton består i huvudsak av gräsmarker.